# Gladiolus laxiflorus
Gladiolus laxiflorus är en irisväxtart som beskrevs av John Gilbert Baker. Gladiolus laxiflorus ingår i släktet sabelliljor, och familjen irisväxter. Inga underarter finns listade i Catalogue of Life.